# Moieciu
Moieciu è un comune della Romania di 4689 abitanti, ubicato nel distretto di Brașov, nella regione storica della Transilvania.
Il comune è formato dall'unione di 6 villaggi: Cheia, Drumul Carului, Măgura, Moieciu de Jos, Moieciu de Sus, Peștera.
Negli ultimi anni il comune ha conosciuto un consistente sviluppo del turismo, grazie soprattutto alla vicinanza del Castello di Bran.

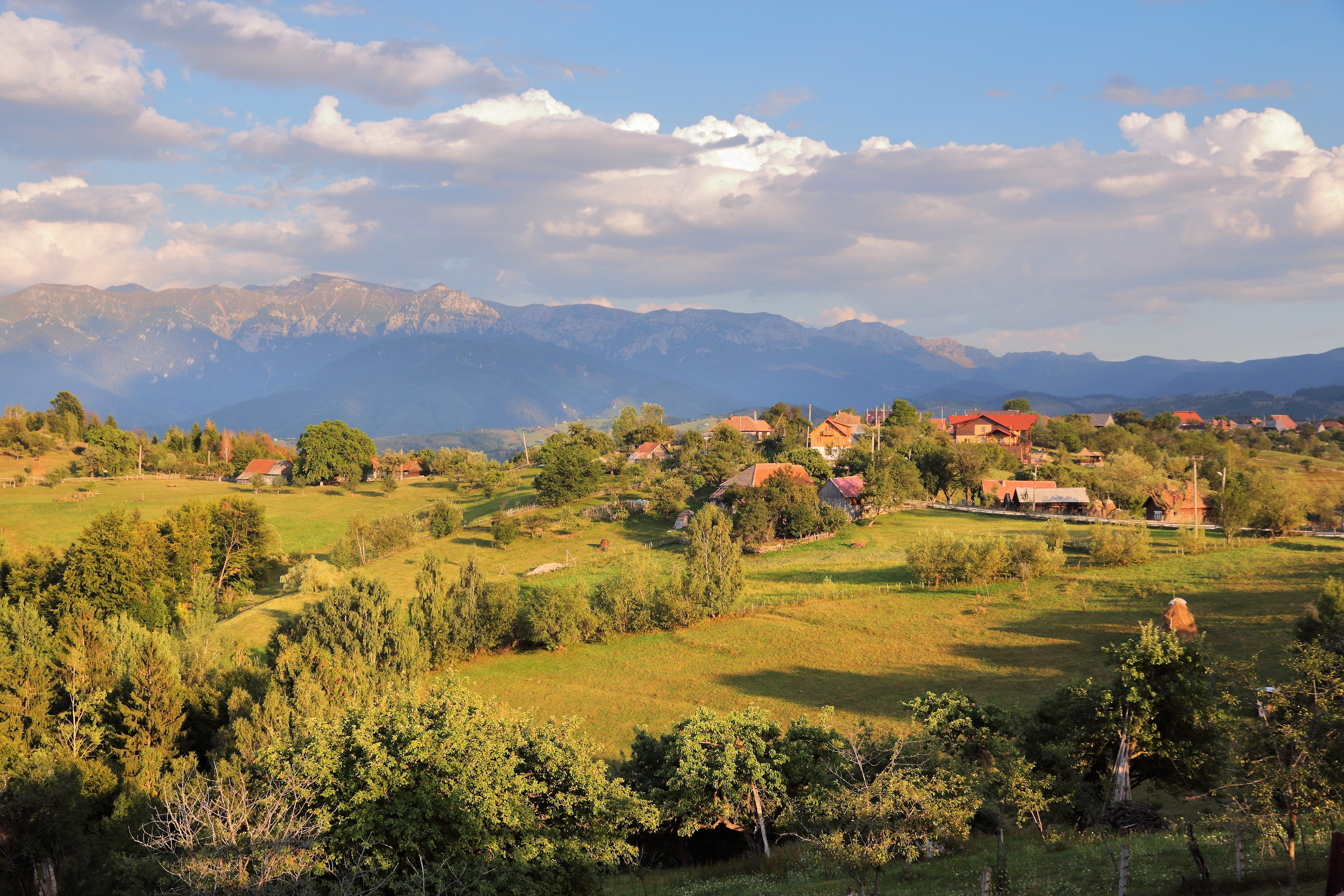
Villaggio Măgura
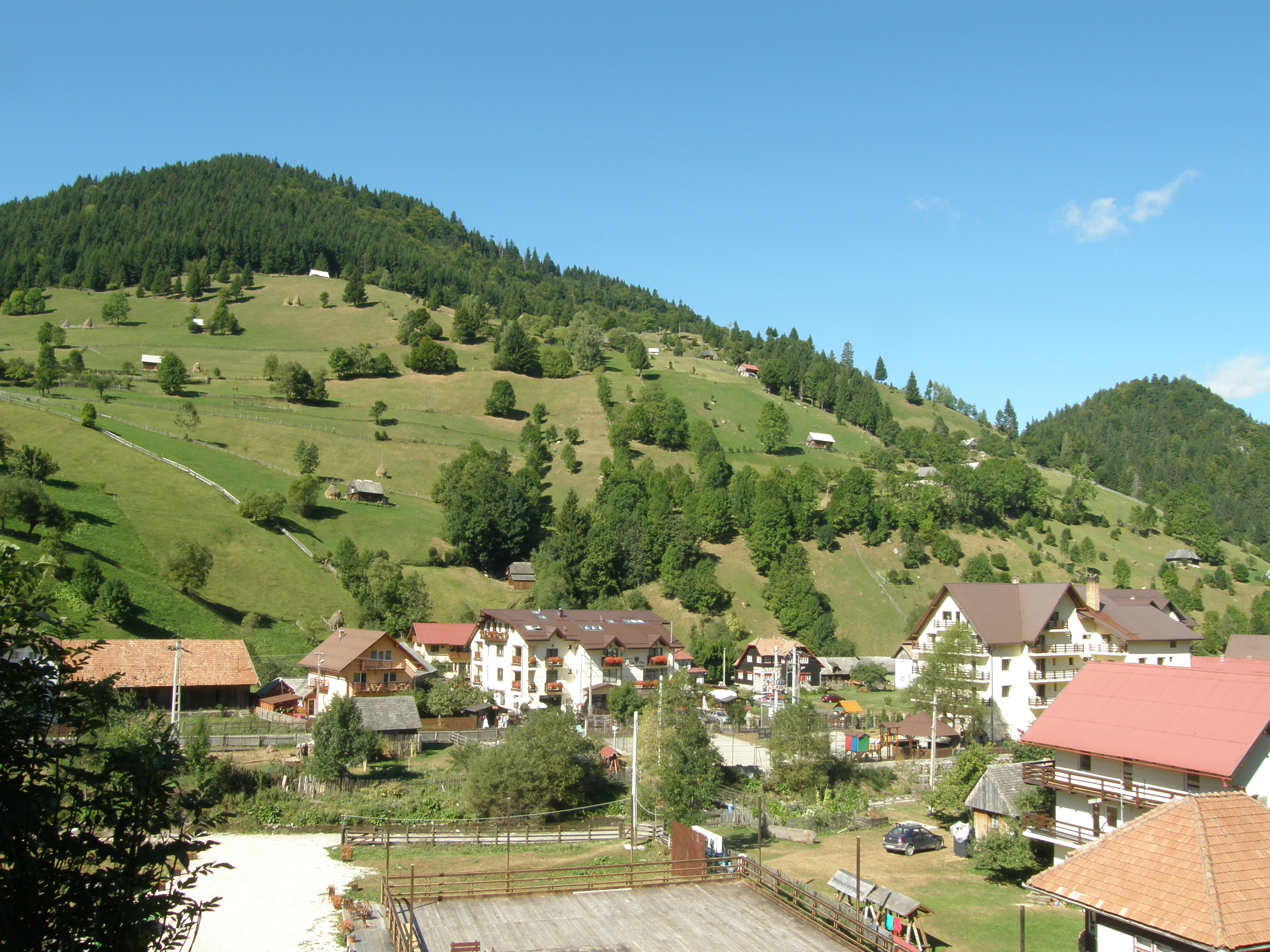
Panorama di Moieciu de Sus
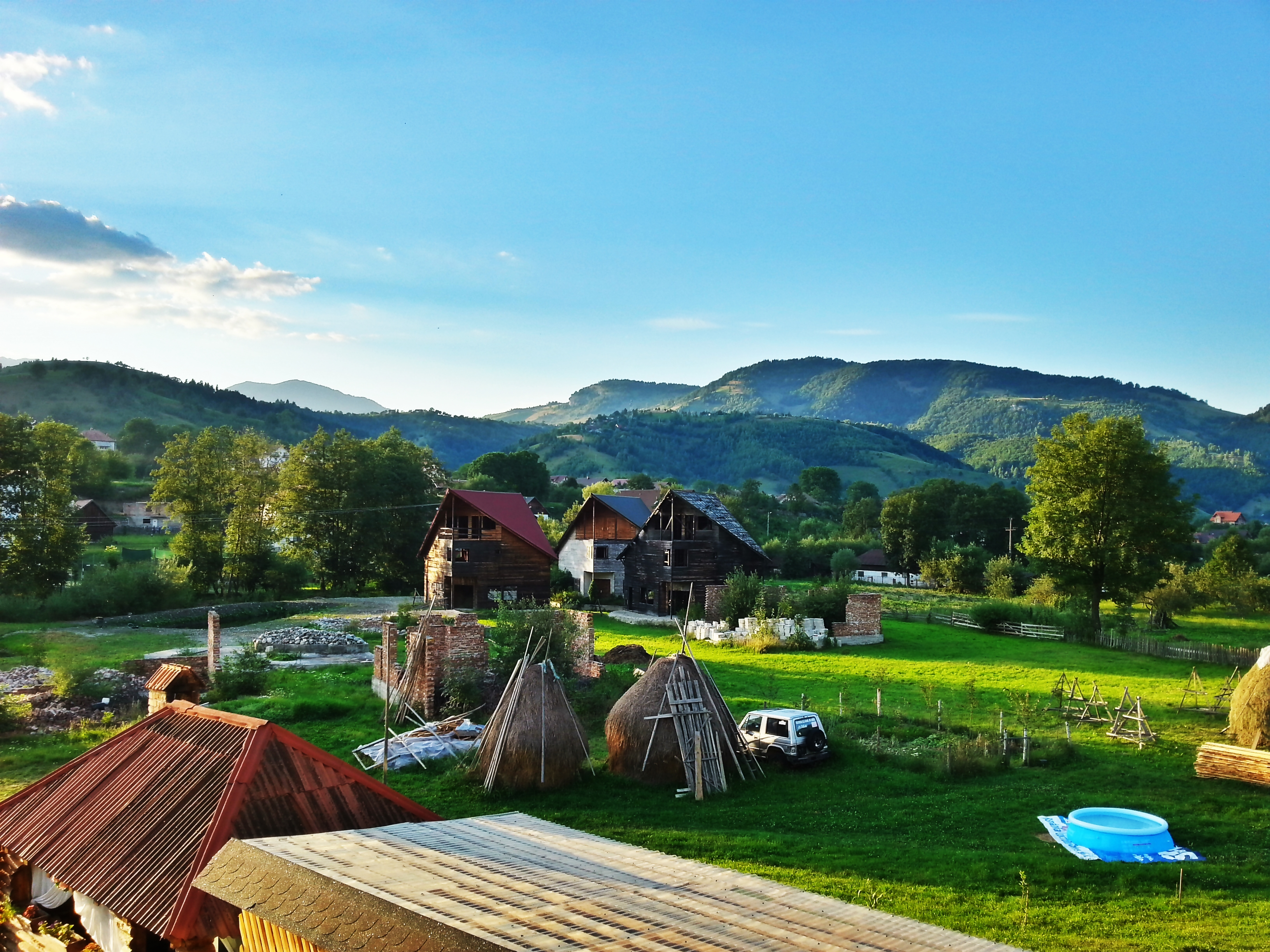
Panorama di Moieciu de Sus
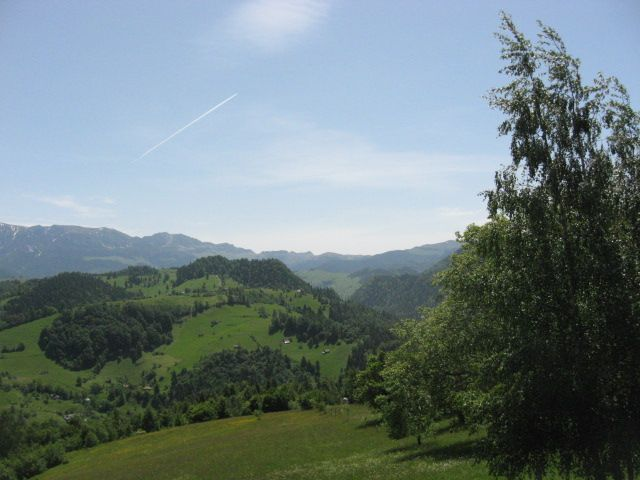
Panorama di Moieciu de Sus